# Чудак-человек
«Чудак-человек» — советская кинокомедия, снятая режиссёром Владимиром Кочетовым в 1962 году на Одесской киностудии.
Премьера фильма состоялась 29 октября 1962 года.

## Сюжет
Кинофельетон. После прихода на работу новому управляющему «Заготскотконторы» пришлось столкнуться с «теневыми схемами» жуликов, разворовывавших социалистическую собственность. Широко живущие за счёт жульнических махинаций сотрудники пытаются сделать его «своим человеком». Преступники пытаются «прикормить» председателя «Заготскотконторы», а когда это им не удаётся, в ход пойдут доносы, анонимки, клевета. В ответ на это Максим Межа принимает решение наказать всех подхалимов и очистить контору от жуликов. С помощью честных сотрудников коллектива новому управляющему удаётся раскрыть жульнические операции проходимцев и отдать их под суд.

## В ролях
- Михаил Пуговкин — Максим Данилович Межа, новый честный председатель «Заготскотконторы», где действуют жулики.
- Светлана Живанкова — Сюта Степановна, жена Максима Даниловича Межы
- Борис Ситко — Нетленный, начальник добровольной пожарной дружины, тайный руководитель жуликов
- Борис Белов — Фертик, жулик
- Аркадий Трусов — Савранский, жулик
- Константин Параконьев — Бардадым, жулик
- Н. Кабакова — Феодонисия, жена Фертика
- Любовь Малиновская — Милочка Савранская
- Елизавета Никищихина — секретарша Ирочка
- Григорий Михайлов — Сторожко, общественный обвинитель
- Галина Бутовская — выступающая на суде
- Василий Векшин — член суда
- Гертруда Двойникова — председатель общественного суда
- Александр Луценко — рассказчик
- Пётр Любешкин — член суда
- Иван Матвеев — пастух
- И. Мыльный — эпизод
- Виктор Проклов — дед, посетитель конторы
- Борис Сабуров — дед с индюками
- Иван Савкин — эпизод
- Елена Ещенко — эпизод (нет в титрах)

## Съёмочная группа
- Автор сценария — Виталий Логвиненко
- Режиссёр-постпновщик — Владимир Кочетов
- Операторы — Василий Симбирцев, Николай Луканёв
- Художник — М. Заяц
- Композитор — Евгений Зубцов
- Звукооператор — В. Фролков
- Монтажёр — Э. Серова
- Грим — П. Орленко
- Костюмы — В. Резникова
- Оркестр Одесской государственной филармонии

Дирижёр — Давид Сипитинер
- Директор картины — В. Сенаткин